# عازور
عازور هي إحدى القرى اللبنانية من قرى قضاء جزين في محافظة الجنوب.